# 西太公鱼
西太公鱼（学名：Hypomesus nipponensis）为公鱼属的鱼类，分布于分布于北太平洋亚洲和北美洲沿岸，体长可达17公分，可作为食用鱼，且其成熟快、繁殖力强，因此在中国许多水域引入。